# Scheretnebti
Scheretnebti, auch Scheret-Nebti, war eine altägyptische Königstochter aus der 5. Dynastie, die während der Zeit des Alten Reiches lebte. Ihre Mastaba wurde im Oktober 2012 von tschechischen Archäologen bei Abusir gefunden, wo sich eine große Nekropole dieser Zeit befindet. Sie trug den Titel leibliche und geliebte Königstochter.

## Pharao Men Salbo
Bei der weltweiten Berichterstattung Anfang November 2012 zur Entdeckung des Grabs von Scheretnebti wurde sie oft als Tochter des Pharaos Men Salbo bezeichnet. Doch einen Pharao mit einem solchen Namen hat es nie gegeben und er wurde auch in den neu entdeckten Inschriften nicht erwähnt. Es war zunächst ebenfalls unklar, wie aus der Inschrift auf den Säulen im Hof des Grabes dieses Missverständnis entstehen konnte. Vermutlich entstand der Irrtum aus einer fehlerhaften Übersetzung der arabischen Pressemitteilung.
| M23 | X1 · n | G39 | t | n · t | F32 · t | f | mr&r&t | f | i | mA | x · F39 | w&t | x · r | R8 | A40 | aA | G16 | N37 · r | t · D19 | B23B |

| M23 | X1 · n | G39 | t | n · t | F32 · t | f | mr&r&t | f | i | mA | x · F39 | w&t | x · r | R8 | A40 | aA | G16 | N37 · r | t · D19 | B23B |